# Salomón II de Imericia
Salomón II de Imericia (en georgiano: სოლომონ II; 1772- Trebisonda,1815), nacido David (dinastía Bagrationi), fue el último rey de Imericia, reino situado en Georgia occidental. Reinó desde 1789 a 1790, y de 1792 hasta su deposición por el gobierno del Imperio ruso en 1810.

## Biografía
Salomón II nació en 1772 y fue bautizado como David. Era hijo de Archil de Imericia, hermano del rey Salomón I de Imericia y de Elena Bagrationi, hija de Heraclio II de Kartli-Kajetia. Quedó huérfano de padre a los dos años y fue criado en la corte de su abuelo materno. En 1780 fue designado heredero por su tío, Salomón I, tras la muerte del príncipe heredero Alexandre. 
Salomón I falleció en 1784. Su sucesión provocó una guerra civil que duraría cinco años, pues David II, primo de Salomón I e hijo de Jorge IX de Imericia, que había reinado brevemente en 1741 ocupó el trono en detrimento de David (Salomón II) y del nieto de Salomón I, el príncipe Jorge de Imericia. Heraclio II intercedió en apoyo de Salomón II enviando un ejército, con el que pudieron derrotar a David II en la batalla de Matjoji el 11 de junio de 1789. David (hijo de Archil) fue coronado rey de Imericia como Salomón II, pero David II continuó sus tentativas para continuar en el trono hasta su derrota final en 1792.
Salomón II gobernó bajo la protección de su abuelo materno y continuó la política de Salomón I de restringir los poderes de la aristocracia feudal. En 1795 combatió junto a su abuelo en la batalla de Krtsanisi contra una expedición punitiva persa, que les haría huir y saquearía completamente Tiflis. 
Tras la muerte de Heraclio en 1798, y la anexión del reino de Kartli-Kajetia y los kanatos de Ganyá y de Ereván por el Imperio ruso en 1800, la situación del Imericia devino precaria. Sus vasallos rebeldes en Mingrelia y Guria, asumieron la protección rusa (el primero, gobernado por Grigol Dadiani, firmó su tratado el 2 de diciembre de 1803 y fallecería en 1804) y presentaron su reclamación a los dominios reales. Salomón intentó ganarse el apoyo otomano y persa contra la invasión rusa. El comandante ruso en Georgia, el príncipe Pável Tsitsiánov, trasladó su ejército a Imericia y forzó a Salomón a aceptar el vasallaje ruso en la convención de Elaznauri del 25 de abril de 1804. El 4 de julio, una carta imperial del zar Alejandro I confirma el protectorado. 
Sin embargo, las relaciones de Salomón con Rusia continuaron tensas, pues Salomón estaba convencido de que poco a poco Rusia trataría de destituirle y convertir su reino en una provincia del Imperio. En 1806, al estallar la guerra ruso-turca de 1806-1812, Salomón se alió con los otomanos. El zar, furioso, ordenó que se depusiera a Salomón y se anexionara Imericia al Imperio lo antes posible, pero Gudóvich no se atrevió a desplazar tropas a la zona mientras durara la guerra. En 1809, da su apoyo a los rebeldes de Georgia oriental, dirigidos por sus parientes. El 20 de febrero de 1810, la administración rusa, encabezada por Tormásov destituyó a Salomón del trono, abolió el reino y envió tropas para tomar control del reino, ocupando Vani y Bagdadi. 
Salomón rechazó el mandato de la administración rusa y reunió a sus tropas, tratando de ganar el apoyo otomano, persa y de la Francia de Napoleón para su causa. Salomón se retiró al valle del Tsjenistskali con 4.000 hombres, dándose combates en Tshkeri y en la frontera entre Imericia, Racha y Lechjumi. Los rusos ocuparon Tola, Jvantchara, Jotevi, Minda, Tsijisjvari, Jidikari y Oni. Salomón se vio obligado a rendirse y es encarcelado en Tiflis, pero antes de que le deporten a Rusia, consigue evadirse el 11 de julio de 1810 a Ajaltsije en el Imperio otomano. Desde allí, llama a la rebelión general, de modo que el gobernador Simónovich no tuvo más que refugiarse en Kutaisi. 
En junio los georgianos lograron una victoria parcial cerca de Sakaro y en julio cerca de Vajani, tras la que Simónovich ordenó el 16 de julio al general Grigori Rozen que pusiera fin a la rebelión. El 8 y 10 de agosto se dieron importantes combates y en septiembre Rozen ocupa Vani. El Imperio otomano y Persia firmarían sendos tratados de paz con el Imperio ruso, el tratado de Bucarest (1812) y el tratado de Gulistán (1813), por lo que Salomón, sobrepasado en número y derrotado, huyó a las posesiones otomanas de Trebisonda. Allí fallecería el 7 de febrero de 1815 y sería enterrado en la Iglesia de San Gregorio de Nisa. Sus restos, los del último rey georgiano gobernante, serían trasladados de Trebisonda al Monasterio de Gelati en Georgia en 1990.

## Familia y descendencia
Salomón contrajo matrimonio con Ana Orbeliani en 1787 y  en 1791 con Mariam Dadiani (1783-1841), hija de Katsia Dadiani, príncipe de Mingrelia. Tuvo un hijo, Constantino, que nació del primer matrimonio en 1789, que pasaría a servir al Imperio ruso en 1812 y que moriría el 3 de mayo de 1844.